# 大西康雄
大西 康雄（おおにし やすお、1947年10月22日 - ）は、日本のヤクザ。指定暴力団・六代目山口組若中、大西組組長、元後藤組副組長、元竹中組若頭。兵庫県加西市出身。

## 来歴

### 昭和期
昭和22年（1947年）、兵庫県加西市に出生。高校中退後に18歳で三代目山口組系竹中組幹部の若衆となり、竹中組本部で4年半の部屋住み修業を行った。昭和45年（1970年）、自身の親分が竹中組から破門されたのを機に、竹中組・竹中正久組長から盃をもらい、竹中組若中となった。昭和47年（1972年）、竹中組若頭補佐に就任。
昭和55年（1980年）3月上旬と中旬、竹中は、矢嶋長次、長谷一雄、稲川会・林喜一郎副会長、忠政会・大森忠明会長、松正会・山本真喜夫会長らを招待して、大西康雄宅などで、2回に渡ってサイ本引き賭博を開いた。両日で賭け金3、4億円が動いた。

昭和59年（1984年）8月5日、山一抗争が勃発した。
昭和60年（1985年）1月26日、竹中は、大阪府吹田市のマンション「GSハイム第二江坂」の1階エレベーター前で、二代目山広組若頭・後藤栄治に指揮された二代目山広組組員・田辺豊記、同組組員・長尾直美、同組組員・立花和夫に銃撃された。
同年1月27日午後11時25分、竹中が死去。同年12月、大西は竹中組（組長・竹中武）の若頭に就任した。

### 平成期
平成元年（1989年）、渡辺芳則の五代目山口組組長就任が決定した。
同年6月5日、山口組定例会で竹中組の山口組脱退が発表された。
その後、大西は竹中組から脱退した。五代目山口組 後藤組・後藤忠政組長が、後藤組副組長に据えた。兵庫県姫路市を本拠にした。
平成4年（1992年）2月、渡辺芳則は、大西組・大西康雄組長に盃を与え、山口組直参にした。
平成20年（2008年）の7月に病気を理由に引退。大西組は解散となり、組織の継承はなかった。